# اصنع شرابا حلوا من حامض ليمون الحياة

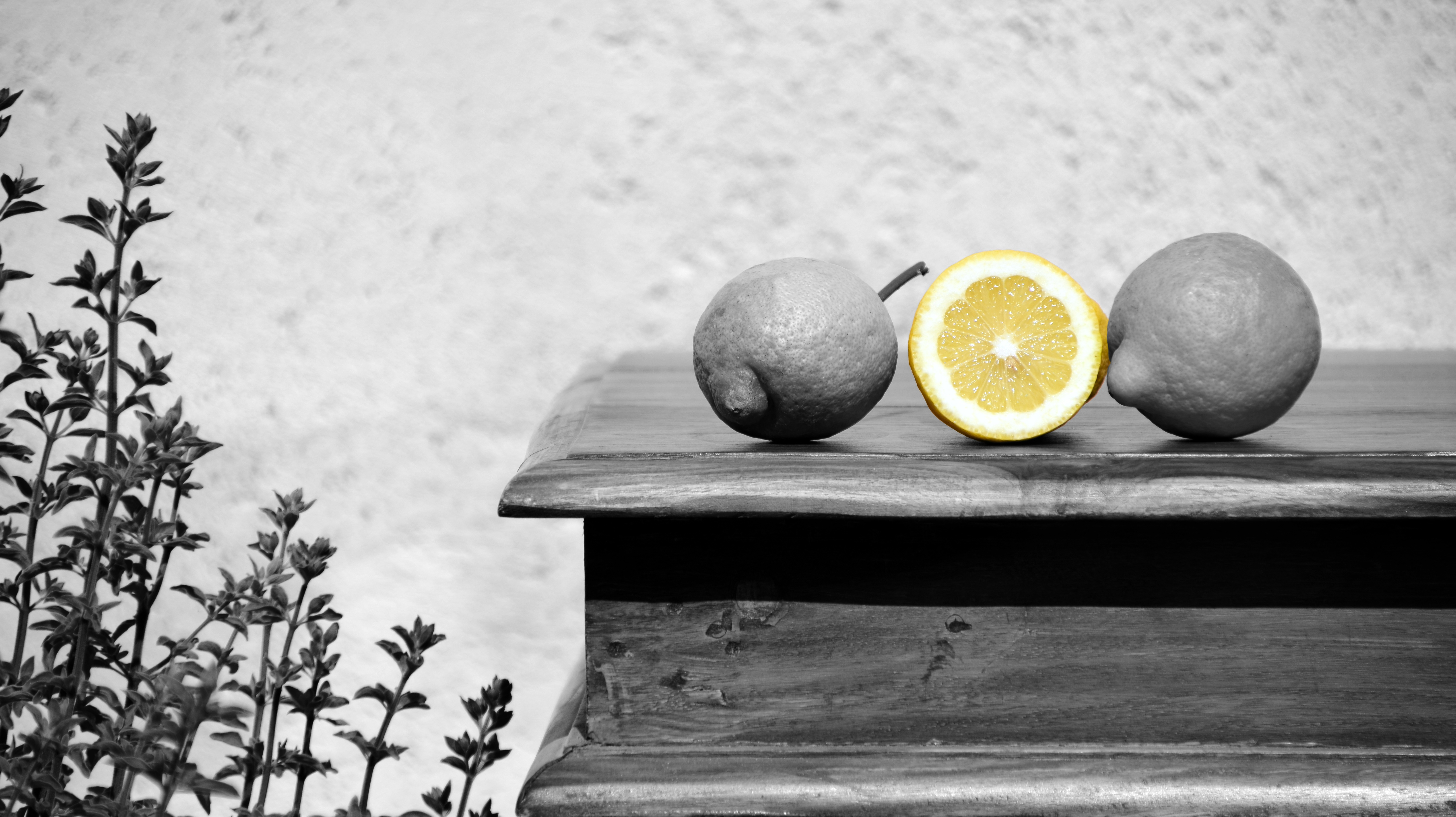

«اصنع شرابًا حلوًا من حامض ليمون الحياة» هو مثل يستخدم حين يراد الحث على التفاؤل والثقة بقوة النفس على إنجاز المهمات، ويراد منها أيضًا الدعوة للتغلب على المحن والحظ العاثر. وتستخدم كلمة «ليمون» في هذا المثل بمعناها الشعبي في اللغة الإنجليزية وهو أنها تمثل موقف عاثر أو غير ملائم، ويبدو أن هذا المعنى نشأ لأن مذاق الليمون لاذع وحامض عندما لا يكون مضافًا عليه سكر، أما شراب الليمون الحلو فهو منتج من نفس تلك الفاكهة الحمضية ولكن مُحلى. ومن ثم، يعني هذا التعبير في بعض السياقات أنه هناك دائمًا فرصة لوجود السعادة والفرص الثانية في مواقف قد تبدو سيئة للغاية.
ولنفس المفهوم أمثلة معادلة في اللغات والثقافات الأخرى. ففي العامية المصرية، يعبر المثل العامي «يعمل من الفسيخ شربات» عن نفس المعنى؛ فكلمة «الفسيخ» هي إشارة إلى نوع من السمك شديد الملوحة، و«الشربات» هو مشروب مُحلى.

## المصدر
اخترع إيلبرت هوبارد، الكاتب الأناركي المسيحي، هذه العبارة في الخبر الذي كتبه ونشره في 1915عن وفاة الممثل القزم مارشال بيكني وايلدر، وتحت عنوان «ملك الضحكات»، مدح الخبر تفاؤل وايلدر وإنجازاته التي تحدت إعاقته. وجاء في الخبر ما يلي:
| اصنع شرابا حلوا من حامض ليمون الحياة | لقد كان وايلدر بمثابة اعتراض حي على مبدأ أن العقل السليم في الجسم السليم؛ فكان وايلدر العقل السليم في الجسم غير السليم، فقد برهن وايلدر على وجود التناقض إلى الأبد. لقد حصل وايلدر على المال من إعاقته، ومن ثمّ، فقد التقط الليمون الذي اعطاه أياه القدر، والذي كان من شأنه أن يحمّض حياته، وافتتح كشك لبيع شراب الليمون الحلو. | اصنع شرابا حلوا من حامض ليمون الحياة |

وعلى الرغم من أن هوبارد هو من اخترع هذا التعبير، الكثير من أدباء العصر الحديث يرجعونه للكاتب  ديل كارنيجي. وكارنيجي استخدم هذا التعبير في كتابه «دع القلق وابدأ الحياة»، ولكن كارنيجي استخدم الشكل التالي:
| اصنع شرابا حلوا من حامض ليمون الحياة | اصنع شرابًا حلوًا من حامض الليمون. | اصنع شرابا حلوا من حامض ليمون الحياة |

وقال كارنيجي أنه أخذ هذه العبارة من جوليوس روزينوالد.

## الأشكال المختلفة
وكان سجل إكليركية أوبورن في سبتمبر 1916 أول من نشر تلك العبارة بعد اختراعها، فجاء في السجل:
«(هيو ك. ووكر) وُصف بالتشاؤم كأنه ينتهج طريقة فليتشر في تناول حبة دواء لاذعة، أما المتفائل فهو من يصنع شرابًا حلوًا من الليمون الحامض الذي يأتيه».
وقبل صدور كتاب كارنيجي الذي احتوى على تلك العبارة وجعلها مشهورة بثمان سنوات، ظهرت قصيدة شعر عنوانها «المتفائل» تعطي معنى عبارة إيلبرت، ونُشرت تلك القصيدة في عدد عام 1940 من ذا روتاريان، وفيما يلي نص تلك القصيدة:
"أعطته الحياة ليمونة،
على عادة الحياة في بعض الأوقات.
فنظر أصدقاؤه في شفقة،
وظنوا أنه انتهى.
ومروا به لاحقًا،
فكان يسترخي في الظل
في سعادة هادئة جدا
يشرب كوب من عصير الليمون الحلو."
وفي عام 1944، اشتهر هومر كابهارت في أول ترشح له لمنصب سيناتور بجملة:
«لم أخف قط من المصاعب. دائمًا ما كان شعاري: إذا أعطاك أحد ليمونًا، أصنع شراب الليمون الحلو».

## وصلات داخلية
- دع القلق وابدأ الحياة